# Saint-André-de-Bâgé
Saint-André-de-Bâgé är en kommun i departementet Ain i regionen Auvergne-Rhône-Alpes i östra Frankrike. Kommunen ligger  i kantonen Bâgé-le-Châtel som ligger i arrondissementet Bourg-en-Bresse. Kommunens areal är 2,7 km². År 2022 hade Saint-André-de-Bâgé 819 invånare.

## Befolkningsutveckling
Antalet invånare i kommunen Saint-André-de-Bâgé
Referens: INSEE